# رابین هود (مجموعه تلویزیونی ۲۰۰۶)
رابین هود نام یکی مجموعه تلویزیونی است ۳ فصلی است که توسط کانال بی‌بی‌سی یک تولید شده‌است.